# Пукеко
Австрали́йская султа́нка, или пуке́ко (лат. Porphyrio melanotus) — вид птиц из семейства пастушковых, встречающийся в восточной Индонезии (Молуккские острова, острова Ару и Кай), Папуа-Новой Гвинее, Австралии и Новой Зеландии. В Новой Зеландии её называют пукеко. Вид раньше считался подвидом султанки. Выделяют пять подвидов.

## Ареал
Пукеко встречаются на материковой части Австралии, в восточной части Индонезии, на Молуккских островах, островах Ару и Кай и в Папуа-Новой Гвинее. Они также встречаются на больших островах Новой Зеландии, а также на островах Чатем и Кермадек. У неё небольшая лобная бляшка, черная верхняя часть тела, пурпурное горло и грудь. P. p. pelewensis (Hartlaub & Finsch, 1872) из Палау, напоминает пукеко, но имеет более зелёную верхнюю часть тела и меньшие размеры. P. p. melanopterus (Bonaparte, 1856), которая встречается от Малых Зондских и Молуккских островов до Новой Гвинеи, меньшего размера, имеет более изменчивую и менее синюю окраску в верхней части. P. p. bellus (Gould, 1820) из Западной Австралии также похож на пукеко, но имеет лазурно-голубое горло и грудь. P. p. samoensis (Peale, 1848), которая встречается от Новой Гвинеи до Новой Каледонии и Самоа,  выглядит как пукеко, но меньшего размера, с коричневым оттенком на спине.

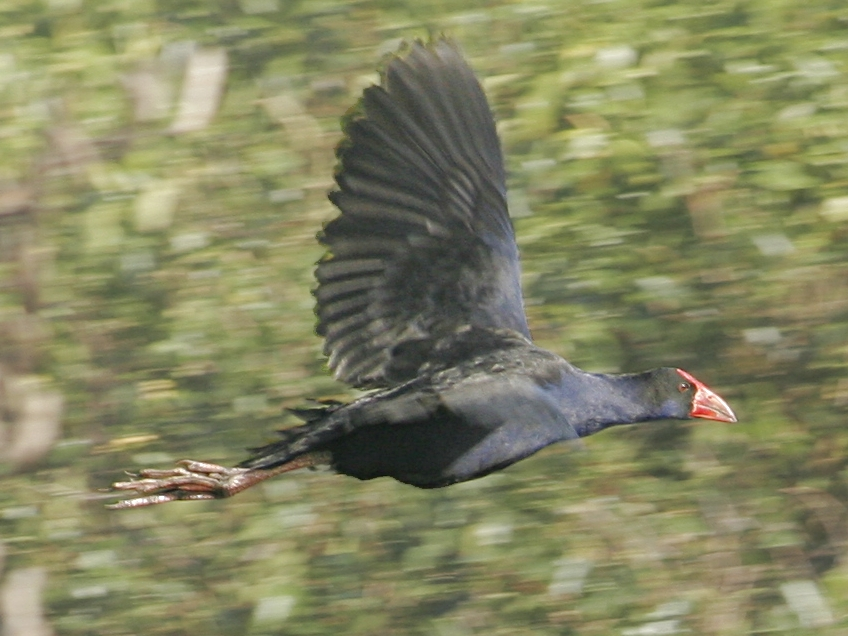
Пукеко в полёте в заповеднике дикой природы Пауатахануи, Веллингтон, Новая Зеландия

### Появление в Новой Зеландии
Птица, по всей видимости, обосновалась в Новой Зеландии около 1000 лет назад. Также предполагается, что она распространилась из Австралии в Новую Гвинею. Некоторые предполагают, что она появилась в Новой Зеландии раньше людей, но все известные окаменелости встречаются в местах моложе 400 лет, и нет никаких доказательств того, что они были на островах Новой Зеландии до прибытия маори. Маори Восточного побережья говорят, что пукеко попали в Новую Зеландию на каноэ хорута, (англ. Horouta)  около 24 поколений назад. Племя аотеа (англ. Aotea) с западного побережья говорит, что пукеко завезли их предки на каноэ аотеа.
В поддержку мнения о том, что пукеко хорошо летают и, возможно, сами заселили Новую Зеландию, выступает тот факт, что мёртвый пукеко был найден на скале Л'Эсперанс, крошечной изолированной скале в архипелаге Кермадек, на расстоянии, превышающим 200 км от ближайшей постоянной популяции этих птиц. Это демонстрирует способность султанок преодолевать большие расстояния над морем. Эта способность к расселению у султанок не уникальна, а часто встречается у континентальных представителей семейства пастушковые (Rallidae), поэтому их часто обнаруживают на отдалённых островах.

## Описание

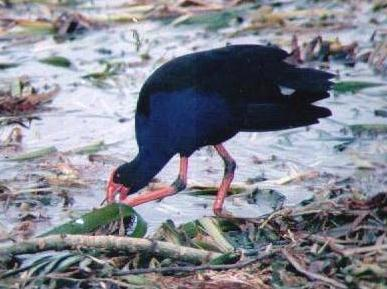
Пукеко в поисках еды у озера Пупуке, штат Окленд, Новая Зеландия.

Новозеландская популяция пукеко (вместе с зелено-жёлтыми султанками в Тасмании), возможно, даже немного больше, чем австралийская, но в остальном идентична. Когда султанкам угрожают, они предпочитают убежать от опасности, а не улететь. Пукеко обычно летают на короткие расстояния, а взлёт и посадка довольно неуклюжи.

## Экология
Австралийские султанки считаются предками нескольких островных видов, в том числе вымерших белых султанок и двух видов такахэ в Новой Зеландии. На островах, где близкородственные виды вымерли или сократились из-за вмешательства человека, таких как Новая Зеландия или Новая Каледония, этот вид прижился относительно недавно.

## Поведение

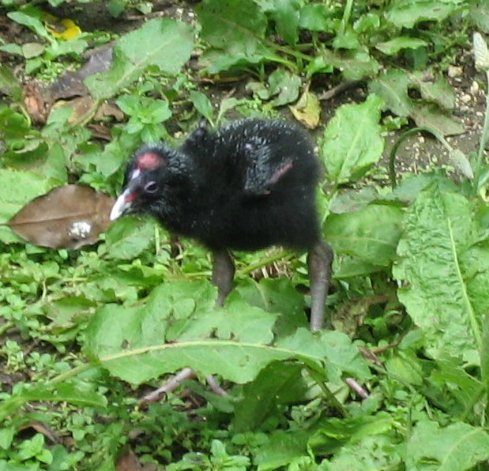
Птенец пукеко

Пукеко живут группами от 3 до 12 особей и при нападении на их гнёзда хищников, например, австралийских луней, собираются вместе и громко кричат, чтобы защититься. Если им не удаётся отпугнуть хищников, то они могут покинуть свои гнёзда. Как вид, недавно появившийся в Новой Зеландии, пукеко успешно процветал и процветает даже в условиях появления интродуцированных хищников, таких как кошки, грызуны и представителей семейства куньих (Брунин и Джеймисон, 1995).

Дорожный знак в Новой Зеландии, предупреждающий водителей о пукеко на дороге

Птиц часто можно увидеть поодиночке или группами по две-три, добывающими пищу у автомагистралей, придорожных канав или собирающими гравий. Исследование показало, что они предпочитают красные частицы гравия (за ними следуют жёлтые и, наконец, синие), хотя красный гравий встречается реже. Дорожно-транспортные происшествия являются одной из причин смертности пукеко.

## Жизненный цикл
Гнездование, размножение и выращивание птенцов такие же, как и у обычных представителей этого рода. В Новой Зеландии они гнездятся, как правило, хорошо спрятав гнездо посреди зарослей камыша (раупо), с августа (конец зимы) по март (начало осени). Большинство яиц пукеко откладывают в период с августа по февраль, а пик размножения приходится на весну,  в период с сентября по декабрь. Новозеландские пукеко гнездятся вместе, и несколько самок откладывают яйца в одно и то же гнездо. Недавняя разработка полезного генетического маркера на основе ПЦР для определения пола пукеко показала, что нет никаких признаков изменения соотношения полов в зависимости от порядка вылупления. Таким образом, рост, выживаемость и доминирование во взрослом состоянии у особей этого вида связаны с порядком вылупления, а не с полом потомства.